# Chuck Bartowski
Charles Irving "Chuck" Bartowski es el protagonista principal de la serie televisiva estadounidense de ficción Chuck, emitida en la cadena NBC. Encarnado por el actor Zachary Levi, su nombre es una referencia al escritor Charles Bukowski.

## Perfil del personaje
Al comienzo de la serie, Chuck Bartowski es presentado como un veinteañero que trabaja en el Compra Más (Buy More, en inglés) de la localidad de Burbank, Los Ángeles, concretamente en su división Nerd Herd, el servicio técnico de la empresa. La vida de Chuck se viene abajo cuando su compañero de habitación, Bryce Larkin, coloca las respuestas a unos exámenes bajo la cama de Chuck y le acusa ante un profesor, quien expulsa a Chuck de la Universidad de Stanford en 2003, cuando solo le quedaban 12 créditos para completar sus estudios allí. Lo que no le dijeron, fue que la CIA había considerado reclutarle y Bryce le había salvado de una vida como prisionero. El también perdió al amor de su vida, Jill Roberts (Jordana Brewster). Tras su expulsión, Chuck se mudó con su hermana y comenzó a trabajar en el Compra Más de Burbank, California. Durante los siguientes cinco años, Chuck se convierte en el supervisor del Nerd Herd.
Este es su trabajo cuando comienza la serie con el episodio piloto, donde los personajes clave se presentan a los espectadores a través de la rutina diaria de Chuck: su hermana mayor, Eleanor Fay "Ellie" Bartowski (Sarah Lancaster), el novio de ésta, Devon "Captain Awesome" Woodcomb (Ryan McPartlin) y el mejor amigo de Chuck desde su infancia, Morgan Guillermo Grimes. Lo poco que se sabe de la familia de Chuck es que su madre les dejó cuando Morgan estaba en 5º grado y que su padre Stephen "nunca estuvo allí" ya que se fue diez años antes del capítulo "Chuck Versus the Dream Job", antes de que Chuck terminara el instituto.
En su cumpleaños de 2007, Chuck abre un correo electrónico de Bryce Larkin que provoca que Chuck almacene en su cerebro toda la información de la CIA y la NSA que estaba guardada en un superordenador conocido como el Intersect, que funcionaba como una base de datos compartida por las dos agencias. Aunque Chuck no lo sabía, el Intersect es destruido, convirtiéndole su cerebro en la única localización de toda esa información secreta. El gobierno averigua que Chuck fue la última persona con la que contactó Bryce Larkin, así que la CIA y la NSA (cada una por su lado) mandan agentes para encontrarle. La CIA manda a Sarah Walker (Yvonne Strahovski) para conseguir una copia del Intersect, mientras que la NSA manda al Mayor John Casey (Adam Baldwin) para capturar a Chuck. Los dos agentes se encuentran en la búsqueda de Chuck, y Sarah consigue escapar con el objetivo de Casey. Pero éste les alcanza de nuevo y descubren que Chuck es una versión humana del Intersect que ve una ráfaga de imágenes (o "flashes") de la inteligencia provenientes de la base de datos del Intersect instaurada en su cerebro, cuando el ve algo relacionado con esto a través de sus ojos. Ambas agencias llegan a la conclusión de que deben proteger a Chuck y asignan a Sarah y a Casey para este propósito.

## Desarrollo de la serie
Chuck es el personaje que lidera la serie. Así pues, los argumentos de cada capítulo de la primera temporada giran en torno a la misión que realizan cada semana éste, Sarah y Casey además de las relaciones del protagonista con Morgan Grimes (su mejor amigo y compañero de trabajo), sus compañeros del Nerd Herd, su hermana Ellie y su novio (y futuro marido) Devon. Chuck está también muy preocupado acerca de su futuro y al principio desea desesperadamente borrar el Intersect de su cerebro. A lo largo de la serie se ve la gran evolución del personaje: desde el "nerd" algo fastidioso de la primera temporada al espía competente y seguro de sí mismo en la cuarta.

### El Intersect
Los eventos que suceden a lo largo de la serie se desarrollan en torno a los "flashes" de Chuck. Inicialmente, Chuck posee la versión original de Intersect, la versión electrónica destruida por Bryce en el primer episodio. Más tarde, esta versión es actualizada en el capítulo "Chuck contra la ruptura". Poco después, vuelve a ser actualizado con el Intersect de FULCRUM en "Chuck contra los suburbios". A partir de este momento, los flashes provocados por los datos de FULCRUM se diferencian por tener un tono rojizo. Al final de la segunda temporada, Chuck decide cargar en su cabeza el Intersect 2.0, que no sólo le permite tener todo un arsenal de información clasificada sino además conocimientos de lucha y artes marciales.
- Datos: Q2605062